# Коростяний свербун
Коростяний свербун, коростяний кліщ (Sarcoptes scabiei) — шкірний паразит, що спричинює в людини коросту.
Кліщ білого або жовтувато-білого кольору, самець до 0,23 мм завдовжки і 0,19 мм завширшки, самка до 0,45 мм завдовжки і 0,35 мм завширшки; яйце 0,14 мм. У самця присоски на 1, 2 і 4, у самки на 1 і 2 парі ніг; на решті щетинки. Риють ходи в шкірі хазяїна, де і розмножуються; живляться кров'ю. Локалізуються переважно в шкірі рук, навколо ліктів і паховій ділянці.
Діагностика - аналіз зішкребу шкіри.